# Süper Lig de 2013–14
A Süper Lig de 2013–14 (também conhecida como Spor Toto Süper Lig devido a razões de patrocínio) foi a 56ª temporada do Campeonato Turco de Futebol. O Fenerbahçe sagrou-se campeão nacional pela 19ª vez em sua história ao encerrar a competição com uma larga vantagem de 9 pontos frente ao vice-campeão Galatasaray.
Por sua vez, a artilharia do campeonato ficou a cargo do futebolista marroquino Aatif Chahechouhe, que nesta temporada atuou pelo Sivasspor, onde terminou a competição marcando 17 gols.

## Participantes
| Clube          | Técnico             | Capitão          | Estádio                         | Capacidade | Material Esportivo | Patrocinador  |
| -------------- | ------------------- | ---------------- | ------------------------------- | ---------- | ------------------ | ------------- |
| Akhisarspor    | Hamza Hamzaoğlu     | Emrah Eren       | Manisa 19 Mayıs Stadyumu        | 16 597     | Puma               | Köfteci Ramiz |
| Antalyaspor    | Samet Aybaba        | Uğur İnceman     | Akdeniz University Stadyumu     | 7 083      | Puma               | Çaykur        |
| Beşiktaş       | Slaven Bilić        | Tomáš Sivok      | Estádio Olímpico Atatürk        | 76 092     | Adidas             | Toyota        |
| Bursaspor      | Christoph Daum      | İbrahim Öztürk   | Estádio Atatürk de Bursa        | 25 661     | Puma               | InterCity     |
| Elazığspor     | Trond Sollied       | Çağlar Birinci   | Elazığ Atatürk Stadyumu         | 13 923     | Umbro              | Kolin         |
| Erciyesspor    | Fuat Çapa           | Cem Can          | Estádio Kadir Has               | 32 864     | Adidas             | Turkish Oil   |
| Eskişehirspor  | Ertuğrul Sağlam     | Erkan Zengin     | Novo Estádio de Esquixequir     | 13 250     | Nike               | ETI           |
| Fenerbahçe     | Ersun Yanal         | Emre Belözoğlu   | Estádio Şükrü Saraçoğlu         | 50 509     | Adidas             | Türk Telekom  |
| Galatasaray    | Fatih Terim         | Selçuk İnan      | Complexo Esportivo Ali Sami Yen | 52 280     | Nike               | Türk Telekom  |
| Gaziantepspor  | Bülent Uygun        | Bekir Ozan Has   | Kamil Ocak Stadı                | 16 981     | Nike               | Riga Boya     |
| Gençlerbirliği | Metin Diyadin       | Ramazan Köse     | Estádio 19 de Maio de Ancara    | 19 209     | Lotto              | ICK Yapı      |
| Karabükspor    | Tolunay Kafkas      | İlhan Parlak     | Dr. Necmettin Şeyhoğlu Stadyumu | 11 378     | Lescon             | Kardemir      |
| Kasımpaşa      | Shota Arveladze     | Yalçın Ayhan     | Estádio Recep Tayyip Erdoğan    | 14 234     | Adidas             | UCZ           |
| Kayserispor    | Robert Prosinečki   | Abdullah Durak   | Estádio Kadir Has               | 32 864     | Adidas             | Turkcell      |
| Konyaspor      | Uğur Tütüneker      | Erdal Kılıçaslan | Konya Atatürk Stadı             | 22 559     | Hummel             | Torku         |
| Rizespor       | Rıza Çalımbay       | Florin Cernat    | Novo Estádio Municipal de Rize  | 15 558     | Lotto              | Çaykur        |
| Sivasspor      | Roberto Carlos      | Kadir Bekmezci   | Sivas 4 Eylül Stadyumu          | 15 060     | Adidas             | Marka Gida    |
| Trabzonspor    | Mustafa Reşit Akçay | Onur Kıvrak      | Estádio Hüseyin Avni Aker       | 24 169     | Nike               | Türk Telekom  |

## Trocas de Técnico
| Equipe        | Treinador no cargo  | Modo de Dispensa | Data de Saída           | Substituído por    | Contratado em           |
| ------------- | ------------------- | ---------------- | ----------------------- | ------------------ | ----------------------- |
| Galatasaray   | Fatih Terim         | Foi demitido     | 24 de setembro de 2013  | Roberto Mancini    | 30 de setembro de 2012  |
| Gaziantepspor | Bülent Uygun        | Foi demitido     | 15 de novembro de 2013  | Sergen Yalçın      | 15 de novembro de 2013  |
| Konyaspor     | Uğur Tütüneker      | Foi demitido     | 13 de dezembro de 2013  | Mesut Bakkal       | 16 de dezembro de 2013  |
| Erciyesspor   | Fuat Çapa           | Foi demitido     | 21 de dezembro de 2013  | Hikmet Karaman     | 21 de dezembro de 2013  |
| Kayserispor   | Robert Prosinečki   | Foi demitido     | 31 de dezembro de 2013  | Domingos Paciência | 17 de janeiro de 2014   |
| Rizespor      | Rıza Çalımbay       | Pediu demissão   | 9 de fevereiro de 2014  | Uğur Tütüneker     | 15 de fevereiro de 2014 |
| Trabzonspor   | Mustafa Reşit Akçay | Pediu demissão   | 10 de fevereiro de 2014 | Hami Mandıralı     | 18 de fevereiro de 2014 |
| Antalyaspor   | Samet Aybaba        | Pediu demissão   | 10 de março de 2014     | Fuat Çapa          | 17 de março de 2014     |
| Kayserispor   | Domingos Paciência  | Foi demitido     | 17 de março de 2014     | Ertuğrul Seçme     | 17 de março de 2014     |
| Gaziantepspor | Sergen Yalçın       | Pediu demissão   | 25 de março de 2014     | Tahsin Tam         | 26 de março de 2014     |
| Bursaspor     | Christoph Daum      | Foi demitido     | 25 de março de 2014     | İrfan Buz          | 26 de março de 2014     |

## Classificação Geral
Atualizado em 18 de maio de 2014
| Campeão Turco 2013–14    |
| ------------------------ |
| Fenerbahçe (19.º título) |

## Resultados
| Mandante \ Visitante | AKH | ANT | BEŞ | BUR | ÇAY | ELZ | ESK | FEN | GAL | GAZ | GEN | KRB | KSM | KEC | KAY | KON | SİV | TRA |
| -------------------- | --- | --- | --- | --- | --- | --- | --- | --- | --- | --- | --- | --- | --- | --- | --- | --- | --- | --- |
| Akhisarspor          | —   | 1–0 | 2–3 | 2–1 | 2–3 | 3–1 | 0–0 | 3–1 | 2–1 | 2–0 | 3–1 | 0–1 | 1–3 | 0–2 | 2–2 | 2–1 | 2–1 | 3–0 |
| Antalyaspor          | 1–0 | —   | 2–0 | 1–2 | 1–2 | 1–2 | 0–0 | 1–2 | 2–2 | 0–1 | 2–3 | 0–0 | 1–1 | 0–0 | 2–2 | 1–1 | 1–2 | 0–2 |
| Beşiktaş             | 3–0 | 0–0 | —   | 1–0 | 0–0 | 4–1 | 1–0 | 1–1 | 0–3 | 2–0 | 1–1 | 0–0 | 2–1 | 3–2 | 2–1 | 3–1 | 1–1 | 2–0 |
| Bursaspor            | 0–0 | 1–1 | 0–3 | —   | 2–0 | 1–0 | 3–1 | 2–3 | 1–1 | 3–1 | 0–0 | 1–0 | 1–1 | 3–1 | 2–0 | 1–2 | 4–3 | 2–2 |
| Rizespor             | 0–0 | 1–2 | 2–2 | 2–1 | —   | 3–1 | 0–0 | 1–2 | 1–1 | 5–1 | 1–0 | 0–1 | 0–0 | 2–1 | 0–2 | 3–1 | 1–1 | 0–0 |
| Elazığspor           | 2–1 | 4–1 | 0–1 | 1–2 | 1–0 | —   | 0–2 | 1–1 | 0–1 | 2–1 | 1–2 | 2–2 | 0–0 | 0–1 | 3–0 | 2–0 | 2–4 | 0–0 |
| Eskişehirspor        | 2–0 | 2–1 | 0–1 | 2–0 | 4–1 | 1–0 | —   | 2–1 | 0–0 | 2–0 | 0–1 | 0–0 | 0–0 | 0–1 | 1–4 | 1–1 | 2–2 | 2–2 |
| Fenerbahçe           | 4–0 | 4–1 | 3–3 | 3–0 | 0–0 | 4–0 | 1–0 | —   | 2–0 | 3–1 | 2–0 | 4–0 | 2–1 | 2–1 | 5–1 | 2–1 | 5–2 | 0–0 |
| Galatasaray          | 6–1 | 1–1 | 1–0 | 6–0 | 1–1 | 2–0 | 3–0 | 1–0 | —   | 2–1 | 3–2 | 2–1 | 0–4 | 2–1 | 0–1 | 2–1 | 2–1 | 2–1 |
| Gaziantepspor        | 1–1 | 0–0 | 1–2 | 0–0 | 2–5 | 3–1 | 1–1 | 0–3 | 0–0 | —   | 0–1 | 3–0 | 2–2 | 2–1 | 2–1 | 3–3 | 0–4 | 3–2 |
| Gençlebirligi        | 3–0 | 1–2 | 1–0 | 1–0 | 3–1 | 3–1 | 2–0 | 0–1 | 1–1 | 1–3 | —   | 1–2 | 1–3 | 0–0 | 1–1 | 2–2 | 2–1 | 3–2 |
| Karabükspor          | 0–2 | 1–1 | 1–0 | 0–1 | 2–1 | 3–1 | 0–0 | 2–1 | 0–0 | 0–1 | 1–0 | —   | 2–0 | 0–0 | 1–0 | 2–2 | 1–0 | 2–2 |
| Kasımpaşa            | 2–4 | 2–0 | 0–3 | 1–1 | 1–1 | 4–0 | 0–2 | 2–3 | 1–1 | 3–0 | 1–2 | 0–0 | —   | 3–0 | 3–1 | 1–3 | 6–2 | 3–2 |
| Erciyesspor          | 1–0 | 1–3 | 2–4 | 1–1 | 1–1 | 3–0 | 0–2 | 1–2 | 1–3 | 1–0 | 1–0 | 2–1 | 0–3 | —   | 1–1 | 1–0 | 1–1 | 0–5 |
| Kayserispor          | 0–0 | 3–1 | 0–3 | 2–0 | 0–2 | 1–3 | 1–1 | 0–2 | 2–4 | 0–1 | 1–0 | 1–3 | 0–0 | 0–4 | —   | 0–0 | 1–0 | 0–1 |
| Konyaspor            | 4–0 | 2–0 | 1–1 | 0–1 | 2–1 | 2–3 | 4–1 | 3–2 | 0–0 | 0–1 | 1–0 | 2–3 | 1–2 | 1–0 | 3–0 | —   | 3–0 | 0–0 |
| Sivasspor            | 3–1 | 0–3 | 3–0 | 2–1 | 3–1 | 1–3 | 3–2 | 2–0 | 2–1 | 3–2 | 2–0 | 3–1 | 1–2 | 2–0 | 3–0 | 2–0 | —   | 0–4 |
| Trabzonspor          | 2–4 | 2–1 | 1–1 | 2–2 | 2–1 | 4–0 | 1–0 | 0–3 | 1–4 | 2–1 | 3–0 | 1–0 | 0–0 | 3–1 | 2–1 | 2–0 | 0–0 | —   |

## Artilheiros
Atualizado em 18 de maio de 2014[carece de fontes?]
| Pos. | Jogador           | Clube         | Gols |
| ---- | ----------------- | ------------- | ---- |
| 1    | Aatif Chahechouhe | Silvasspor    | 18   |
| 2    | Burak Yılmaz      | Galatasaray   | 16   |
| 2    | Ezequiel Scarione | Kasımpaşa     | 16   |
| 4    | Moussa Sow        | Fenerbahçe    | 15   |
| 5    | Theofanis Gekas   | Konyaspor     | 13   |
| 5    | Hugo Almeida      | Beşiktaş      | 13   |
| 5    | Paulo Henrique    | Trabzonspor   | 13   |
| 5    | Bogdan Stancu     | Gençlebirligi | 13   |
| 5    | Cenk Tosun        | Gaziantepspor | 13   |
| 5    | Burhan Eşer       | Silvasspor    | 13   |